# Sosialistiski Loysingarflokkurin
Sosialistiski Loysingarflokkurin (dansk: Socialistisk Løsrivelsesparti) var et socialistisk politisk parti på Færøerne. Partiet blev dannet sidst i 1980erne og gik ind for færøsk løsrivelse fra Danmark og havde på de øvrige områder en politik, der var mere radikal end de etablerede vesnstrefløjspartier Javnaðarflokkurin og Tjóðveldi, hvilket gav partiet en begrænset appel. Sosialistiski Loysingarflokkurin opstillede for første og sidste gang til lagtingsvalg i 1990 og fik 2,3 procent af stemmerne. Partiet blev dermed aldrig repræsenteret i Lagtinget.